# Battle Mountain, Nevada
Battle Mountain là một là một cộng đồng dân cư không hợp nhất thuộc tiểu bang Nevada, Hoa Kỳ. Theo điều tra dân số của Cục điều tra dân số Hoa Kỳ năm 2000, thành phố này có 2.871 người. Mặc dù nó không có tư cách pháp lý như khu đô thị, nó vẫn có chức năng như các quận ghế của quận Lander.6 Kinh tế chính của thị trấn là khai thác mỏ vàng và một mức độ thấp hơn, hợp pháp hóa chơi game.
Thị trấn nằm trên Interstate 80 giữa Winnemucca và Elko.

## Lịch sử

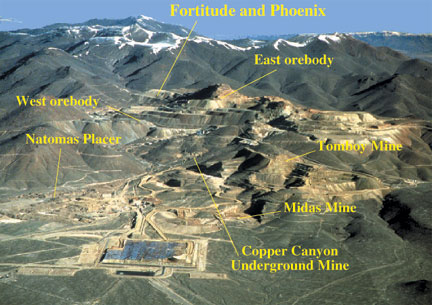
Gold and copper mines in the Battle Mountain Mining District